# Ahmed Abdallah
Ahmed Abdallah Abderemane (in arabo أحمد عبد الله عبد الرحمن‎?, Ahmad Abd Allah Abd ar-Rahman; Domoni, 12 giugno 1919 – Moroni, 26 novembre 1989) è stato un politico comoriano.
È stato il Capo di Stato delle Comore dal luglio all'agosto 1975 e nuovamente dal maggio 1978, fino alla sua morte, avvenuta nel novembre 1989.
Dall'aprile 1959 al gennaio 1973 è stato membro del Senato francese.
Nel 1972 divenne Capo del Governo delle Comore, all'epoca sotto controllo della Francia.
Nel 1975 dichiarò, dopo il referendum a favore dell'indipendenza, la nascita della Repubblica Federale Islamica delle Comore. Nel gennaio 1976 fu deposto da colpo di Stato condotto da Said Mohamed Jaffar.
Nel maggio 1978 riassunse la carica di Presidente dopo l'uccisione di Ali Soilih ed insieme a Mohamed Ahmed divenne co-Presidente del direttorio politico-militare delle Comore, poi unico Presidente dall'ottobre seguente. Venne rieletto nel marzo 1984, ma il Governo da lui guidato fu accusato di brogli e per questo motivo vi furono arresti, torture e assassini in tutta la nazione. Nel 1989 venne ucciso da un suo assistente.